# Allantodia gymnogrammoides
Allantodia gymnogrammoides là một loài thực vật có mạch trong họ Woodsiaceae. Loài này được (Klotzsch ex Mett.) Ching miêu tả khoa học đầu tiên năm 1964.